# Emmanuel Hirsch (professeur)
Pour les articles homonymes, voir Emmanuel Hirsch et Hirsch.
Emmanuel Hirsch, né le 25 mai 1953 à Bordeaux est un professeur d'éthique français.

## Biographie
Après avoir obtenu un doctorat d’éthique médicale, Emmanuel Hirsch rejoint France Culture comme producteur (1983 à 1998). Il est notamment producteur coordonnateur de l'émission  "Les chemins de la connaissance" et de l'émission "Vivre l'éthique". Il est également rédacteur en chef de l'émission Sidamag animée par Pascal Sanchez et Carole Gaessler, puis Vivre avec de 1995 à 1997, émissions hebdomadaires de France 3.
En 1995, Alain Cordier (directeur général) et Didier Sicard lui confient la responsabilité de créer une structure d'éthique pour l'AP-HP : l'Espace éthique de l'AP-HP (qu'il dirige  depuis sa création jusqu'en septembre 2022). Le 4 janvier 2012, il devient directeur de l'Espace de réflexion éthique de la région Ile-de-France.

### Université, recherche
Professeur des universités en éthique médicale à la Faculté de médecine de l'université Paris-Saclay, il assume des fonctions d’enseignement et de recherche jusqu'en septembre 2022 où il est nommé professeur émérite.
En 2003 lui est confiée la direction du département de Recherche en éthique de l'université Paris-Sud.
En 2020, les travaux de recherche développés (y compris dans le cadre de doctorats), ont permis la création de l'équipe Recherche en éthique et en épistémologie (CESP-INSERM).

### Distinctions
Emmanuel Hirsch est fait chevalier de la Légion d'honneur en 2013 et chevalier des Arts et des Lettres[réf. nécessaire].

### Publications
Détails : BnF Data.
- Devoir mourir digne et libre, Paris, Cerf, 2023, 176 p.
- Une éthique pour temps de crise, Paris, Cerf, 2022, 345 p.
- Une démocratie endeuillée. Pandémie, premier devoir d'inventaire, Toulouse, Erès, 2021, 382 p.
- Une démocratie confinée. L'éthique quoi qu'il en coûte, Toulouse, Eres, 2021, 344 p.
- Pandémie 2020. Éthique, Politique, société, Coll., (direction de l’ouvrage), Paris, Cerf, 2020, 829 p.
- Vincent Lambert. Une mort exemplaire ?, Paris, Cerf[12], 2020
- Mort par sédation. une nouvelle éthique du bien mourir, Toulouse, Erès, 2016
- Le Soin, une valeur de la République, Paris, Les Belles Lettres, 2016
- Fin de vie. Le choix de l’euthanasie, Paris, Le Cherche midi, 2014
- L’Euthanasie par compassion ? Manifeste pour une fin de vie dans la dignité, Toulouse, Erès, 2013, rééd. 2015
- La Maladie entre vie et survie, Bruxelles de Boeck, 2013
- L’Existence malade. Dignité d’un combat de vie, Paris, Cerf, 2010, 152 p.
- Pandémie grippale ; L’ordre de mobilisation, Coll., (direction de l’ouvrage), Cerf, 2009, 389 p., 2 articles[13]
- Apprendre à mourir, Paris, Grasset, 2008, 125 p. (trad. italienne, 2008)[14]
- L’Éthique au cœur des soins, Paris, Vuibert, 2006, 216 p.
- L’Éthique à l’épreuve de la maladie grave, Confrontations au cancer et à la maladie d’Alzheimer, Paris, Vuibert, 2005, 174 p.
- Le Devoir de non-abandon. Pour une éthique hospitalière et du soin, Paris, Cerf, 2004, 324 p.
- La Révolution hospitalière. Une démocratie du soin, Paris, Bayard, 2002, 276 p.
- Soigner l’autre. L’éthique, l’hôpital et les exclus, Paris, Belfond, 1997, 236 p.
- Responsabilités humaines pour temps de sida, Paris, Les empêcheurs de penser en rond, 1994, 460 p.
- Accompagner jusqu’au bout de la vie, avec Michèle Salamagne, Paris, Cerf, 1992, 144 p.
- AIDES. Solidaires, Paris, Cerf, 1991, 710 p.
- Médecine et éthique. Le devoir d’humanité, Paris, Cerf, 1990, 475 p.

- La force de l’esprit, avec Claude Bruaire, Paris, Desclée de Brouwer, 1986, 123 p.
- La forza dello spirituo, avec Claude Bruaire, Rome, Milan, G. Giappichelli, 1990, 165 p.
- Partir. L’accompagnement des mourants, Paris, Cerf, 1986, quatre éditions, 191 p.
- Soigner l’autre. L’éthique, l’hôpital et les exclus, Paris, Belfond, 1997, 236 p.

### Ouvrages collectifs
- Traité de bioéthique, tome 4, Coll. (direction de l’ouvrage avec François Hirsch), Toulouse, Erès, 2018, poche, 613 p.
- La personne polyhandicapée : éthique et engagements au quotidien, Collectif, dir. avec Élisabeth Zucman Toulouse, Erès, 2015, 504 p.
- Alzheimer, éthique et société, Collectif, dir. avec Fabrice Gzil, Toulouse, Erès, 2012, 600 p.
- Fins de vie, éthique et société, Collectif, dir. de l'ouvrage, Toulouse, Erès, 2012, poche, 588 p., réédition en 2016
- Traité de bioéthique (3 tomes poche), Collectif, dir. de l'ouvrage, Toulouse, Erès, 2010, 1841 p., réédition 2015
- Qu’est-ce que mourir ?, avec Jean-Claude Ameisen et Danièle Hervieu-Léger, Paris, Le Pommier, 2003, 191 p., rééd. 2014.
- Annonce anténatale et postnatale du handicap, Coll. (direction de l’ouvrage avec Philippe Denormandie), Paris, Doin, 2001, 190 p.
- Éthique et soins hospitaliers, Coll. (direction de l’ouvrage), Paris, Doin, 2001, 720 p.
- Pratiques hospitalières et lois de bioéthique, Coll. (direction de l’ouvrage), Paris, Doin, 1999, 167 p.
- L’Annonce du handicap, Coll. (direction de l’ouvrage avec Philippe Denormandie), Paris, Doin, 1999, 144 p.
- La Relation médecin-malade face aux exigences de l’information, Coll. (direction de l’ouvrage), Paris, Doin, 1999, 137 p.
- Droits de l’homme et pratiques soignantes, Coll. (direction de l’ouvrage avec Paulette Ferlender), Paris, Doin, 1998, 2e édition augmentée, 2001, 368 p.
- Espace éthique. Éléments pour un débat, Coll. (direction de l’ouvrage), Paris, Doin, 1997, 541 p.
- Nouvelles pauvretés, nouvelles solidarités, Paris, La documentation Française, 1988, 64 p.
- Le Sida – problèmes politiques et sociaux, Paris, La documentation Française, 1987, 40 p.
- Judaïsme et droits de l’homme, Coll. (direction de l’ouvrage), Paris, Éditions des Libertés, 1985, 243 p.
- Islam et droits de l’homme, Coll. (direction de l’ouvrage), Paris, Éditions des Libertés, 1985, 246 p.
- Christianisme et droits de l’homme, Coll. (direction de l’ouvrage), Paris, Éditions des libertés, 1985, 242 p.